# Ligue musulmane de tout le Pakistan
Pour les articles homonymes, voir Ligue musulmane (homonymie).
La Ligue musulmane de tout le Pakistan (All-Pakistan Muslim League) est un parti politique du Pakistan. Il a été fondé par l'ancien président Pervez Musharraf le 1er octobre 2010 à Londres.
Il est inspiré du nom anglais de la Ligue musulmane : All-India Muslim League.
Le nom du parti, All-Pakistan Muslim League, est traduit par la presse francophone de diverses façons : Ligue musulmane de tout le Pakistan, Ligue musulmane du tout-Pakistan, Ligue unifiée des musulmans du Pakistan, Ligue musulmane pour l'ensemble du Pakistan, etc. 
Le parti a boycotté les élections législatives de 2013 pour protester contre la décision de la Commission électorale qui invalide la candidature de son dirigeant, Pervez Musharraf. Toutefois, certains candidats du parti refusent de suivre le boycott ou ne peuvent retirer leur candidature, faute de temps, c'est ainsi qu'un des candidats est élu dans le district de Chitral, à l'Assemblée nationale, tandis qu'un autre est élu à l'Assemblée provinciale de Khyber Pakhtunkhwa.
À l'approche des élections législatives de 2018, Pervez Musharraf démissionne de son poste de président du parti alors que la Commission électorale refuse sa candidature dans la première circonscription de Chitral, en raison de son refus de se présenter devant la justice. Mohammad Amjad le remplace au poste de président.
Quelques mois après la mort de Pervez Musharraf, du fait de désaccords interne sur une présidence légitime et sur un manque d'activité durant les quatre dernières années, le parti est délisté par la commission électorale en octobre 2023, ce qui lui fait perdre son symbole électoral et l'empêche de participer aux élections législatives pakistanaises de 2024. Le parti fait appel et la Cour suprême confirme la décision en janvier 2024.